# Charlie Brown–Franz Stigler-incidens
A Charlie Brown–Franz Stigler-incidens a második világháború idején lezajlott incidens, mely 1943. december 20-án történt közvetlenül a brémai Focke-Wulf repülőgépgyár elleni bombatámadás után. 
A két repülőgép közül a szenvedő fél az amerikai 379. bombázóosztály (379th Bomber Group, 8th AAF) Charles (''Charlie'') Brown által vezetett B–17F (beceneve a „Ye Olde Pub”) volt, mely jelentős mértékben megrongálódott a Luftwaffe vadászaival vívott légiharc és a légvédelmi tüzérség találatai következtében. A Luftwaffe 27. vadászrepülő-ezredéhez (JG 27) tartózó ász pilótának, Franz Stiglernek, aki egy Bf 109G–6 repülőgépet vezetett, lehetősége adódott hogy lelője a bombázót, azonban lovagias módon mégsem tette ezt meg és a még repülőképes bombázót az Északi-tengerig kísérte. A bombázó végül visszarepült angliai támaszpontjára (RAF Kimbolton).
A két pilóta negyven évvel később találkozott ismét, amit intenzív kutatás előzött meg az amerikai nyugalmazott pilóta részéről. Halálukig (mindketten 2008-ban haltak meg) tartották egymással a kapcsolatot.
Adam Makos és Larry Alexander A Higher Call című könyvükben dolgozták fel a történteket, amely 2012-ben jelent meg, magyarul pedig 2013-ban.